# Julio Segura Sánchez
Julio Segura Sánchez (Madrid, 8 de marzo de 1943) es un politólogo, profesor y economista español. 

## Biografía
Ingresó en el Partido Comunista de España (PCE) en 1969 y fue elegido miembro de su Comité Central en 1977 y secretario de la Comisión de Teoría Económica del partido. 
Defensor de las tesis eurocomunistas, en noviembre de 1981 fue expulsado del partido por su posición de solidaridad con los renovadores que habían sido excluidos.
Licenciado en Ciencias Políticas, Económicas y Comerciales con Premio Extraordinario, cuando tenía veinticinco años, por la Universidad Complutense de Madrid y completó el doctorado en Ciencias Económicas, también con premio extraordinario, en 1968, siendo discípulo de los profesores José Luis Sampedro, Luis Ángel Rojo, Castañeda y Arnáiz.
En este período ocupó diversos cargos en el  Instituto Nacional de Estadística: miembro del gabinete del Director (1965-1966), director de la Oficina Técnica de la Renta (1967-1970) y subdirector de Estudios y Análisis Económico (1970-1971). 
A finales de 1973 es contratado por la Fundación del Instituto Nacional de Industria en calidad de Director del Programa de Investigaciones Económicas (siendo Presidente de su Patronato Claudio Boada), cargo en el que permanece hasta ser nombrado Director Gerente de dicha Fundación en el año 1982,y permaneciendo en dicho puesto hasta el año 1998 y compatibilizándolo con los cargos que se relacionan en TENEO (Grupo Estatal que agrupaba empresas segregadas del INI) y en el Banco de España. Durante la etapa en que fue director del citado Programa, fundó y dirigió la Revista "Investigaciones Económicas", perteneciente a la indicada Fundación.
Tras ser nombrado Director de la Fundación del INI, esta cambió su denominación social, pasando a ser "Fundación Empresa Pública" (que, más  tarde, vuelve a cambiar su nombre social por el que actualmente (2012) tiene: "Fundación SEPI".
Fue miembro de la Comisión parlamentaria sobre el Empleo en 1987 y 1988, y a finales de julio de 1990 el Ministerio de Trabajo le encargó presidir una comisión interministerial de expertos que elaboró un informe, conocido como "Informe Segura" sobre las modalidades de contratación. 
En él se aconsejaban la reducción del tiempo máximo de los contratos temporales, así como la creación de un grupo de trabajo para reformar el Estatuto de los Trabajadores. El "Informe Segura" sirvió de "guía" para conformar la posición del Gobierno en la reforma de las modalidades de contratación, anunciada por el entonces ministro de Trabajo, Luis Martínez Noval, en mayo de 1992. En aquellos años se mostró partidario de abaratar costes en los despidos colectivos, así como de una discusión global del problema de la autorización administrativa previa a estos despidos, y de flexibilizar la entrada y la salida del mercado laboral. También valoró positivamente los contratos de aprendizaje como mecanismo para la incorporación de mano de obra no cualificada. 
En 9 de marzo de 1990 fue nombrado consejero del Banco de España por el Consejo de Ministros, cargo que renovó sucesivamente en 1993, 1994 (año a partir del cual formó parte de su Comisión Ejecutiva), 1998 y 2001. Segura prorrogó su mandato en 1998, junto con los entonces también consejeros José Manuel González-Páramo y Jesús Leguina, debido a los cambios introducidos en la Ley del Banco de España para adaptarla a la normativa europea y que elevaron de cuatro a seis años el mandato de los consejeros. Estos sólo pueden renovar una vez y su relevo se efectúa en dos mitades, cada tres años, para evitar que los cambios afecten a todos a la vez.
Entre 1995 y 1997 fue miembro del consejo de administración del grupo estatal TENEO, que agrupaba a las empresas segregadas del INI con mejores resultados económicos y posibilidades de futuro. Segura considera que sus tesis se encuentran más cercanas al PSOE que a Izquierda Unida (IU), pero fue crítico con los gobiernos socialistas, a los que reprochó no haber aprovechado el crecimiento económico de finales de la década de 1980 para "plantearse disciplina presupuestaria y racionalidad económica".
En 14 de marzo de 2006 fue nombrado consejero de la CNMV en sustitución de Juan Junquera. A principios de ese mismo mes había dejado sus responsabilidades en la dirección del Banco de España, donde fue sustituido por Miguel Ángel Fernández Ordóñez. 
Es autor de los libros “La industria española y la competitividad”, “Análisis microeconómico”, “Teoría de la economia industrial” y “La economía en sus textos” (con Carlos Rodríguez Braun).
El 13 de febrero fue imputado, junto con otras siete personas más, por la Audiencia Nacional presidida Fernando Andreu por su participación en la salida a bolsa de Bankia.